# Niclas Arn
Niclas Fredrik Arn, född 20 januari 1973 i Lidingö församling, är en svensk låtskrivare och basist.
Han är medlem av bandet Rolandz, som bland annat har deltagit i Melodifestivalen 2018, med bidraget Fuldans, där de slutade på plats 10 i finalen.
Han var med i ”Rolandz; the movie” och spelade sin roll som basist i bandet.
Tillsammans med Gustav Eurén  och Karl Eurén  skrev han 15 minuter som Brandsta City Släckers tävlade med i Melodifestivalen 2003. Dessa tre skrev även En gång för alla som Nina & Kim tävlade med i Melodifestivalen 2004. Året därpå tävlade B-Boys International feat. Paul M i Melodifestivalen 2005 med bidraget "One Step Closer", som Arn skrev tillsammans med Gustav Eurén, Karl Eurén, Peter Thelenius och David Seisay.  Bröderna Eurén och Niclas Arn skrev dessutom Kom, som Timoteij tävlade med i Melodifestivalen 2010, och där slutade på en 5:e plats.
Niclas Arn, Gustav Eurén, Karl Eurén och Patrik Henzel, skrev även schlagerparodin Värsta schlagern som framfördes av Linda Bengtzing och Markoolio 2007, dock ej i Melodifestivalen.
Niclas Arns låtar har inte enbart tävlat i Melodifestivalen, utan även i Melodi Grand Prix (Norge), Dansk Melodi Grand Prix och den irländska uttagningen till Eurovision Song Contest, Eurosong. Tillsammans med Gustav Eurén och Daniel Attlerud skrev Arn låten "Your Lies" som Rebekka Thornbech kom på andra plats med i Dansk Melodi Grand Prix 2014. Samma team skrev även låten "Break Me Up" som svenska Erika Selin tävlade med i irländska Eurosong. Tillsammans med Gustav Eurén, Stella Mwangi och Andreas Alfredsson skrev han You Got Me som kom på tredje plats i Melodi Grand Prix (Norge) 2018.  Rasmussen  tävlade med låten Higher Ground, som Arn skrev tillsammans med Karl Eurén, i  Dansk Melodi Grand Prix 2018 och vann, och representerade Danmark i Eurovision Song Contest 2018, där den kom på 9:e plats.
Han har två barn med Josefin Köhlin. 

## Låtar av Arn

### Melodifestivalen
- 2003 – 15 minuter med Brandsta City Släckers (skriven tillsammans med Karl Eurén och Gustav Eurén).
- 2004 – En gång för alla med Nina & Kim (skriven tillsammans med Karl Eurén och Gustav Eurén).
- 2005 – One Step Closer med B-Boys International och Paul M (skriven tillsammans med David Seisay, Karl Eurén, Gustav Eurén och Peter Thelenius).
- 2010 – Kom med Timoteij (skriven tillsammans med Karl Eurén och Gustav Eurén).